# Jean-Claude Vannier
Jean-Claude Vannier (* 1943 in Bécon les Bruyères, Courbevoie) ist ein französischer Musiker, Komponist, Arrangeur und Musikproduzent, der die französische Pop- und Filmmusik seit den 1970er Jahren u. a. mit Elementen orientalischer Musik beeinflusste. Zu seinen bekanntesten Arrangements zählt das Konzeptalbum Histoire de Melody Nelson (1971) von Serge Gainsbourg. Überdies trat Vannier als Aquarellmaler und Autor hervor. 1990 veröffentlichte er die Kurzgeschichtensammlung Le club des inconsolables.

## Diskografie
Soloalben
| - 1972: L’Enfant assassin des mouches - 1974: Lorchestre de Jean-Claude Vannier interprète les musiques de Georges Brassens - 1975: Jean-Claude Vannier - 1975: Mimi, Mimi, Mimi - 1976: Des coups de poing dans la gueule - 1978: Merde v’la l’printemps - 1980: Pauvre muezzin - 1981: Jean-Claude Vannier | - 1981: Brune 20/25 - 1985: Public chéri je t’aime - 1990: Pleurez pas les filles - 2005: En public & Fait à la maison - 2007: L’Orchestre d’Enfant - 2011: Electro rapide - 2011: Roses rouge sang - 2014: Salades de filles |

Kollaborationen
- 2019: Corpse Flower, mit Mike Patton

Singles
- 2005: Le film du dimanche (Text und Gesang: Michel Houellebecq)

Filmmusik
| - 1969: Qu’est-ce qui fait courir les crocodiles? (Jacques Poitrenaud) - 1969: Paris n’existe pas (Robert Benayoun) - 1973: Privatvorstellung (Projection privée) (François Leterrier) - 1974: Les Guichets du Louvre (Michel Mitrani) - 1977: La Nuit, tous les chats sont gris (Gérard Zingg) - 1975: Les Lolos de Lola (Bernard Dubois) - 1985: L’amour propre ne le reste jamais longtemps (Martin Veyron) - 1988: Ada dans la jungle (Gérard Zingg) - 1989: Eine Sommergeschichte (Comédie d’été) (Daniel Vigne) - 1989: Bienvenue à bord (Jean-Louis Leconte) - 1993: Mein Name ist Victor (Je m'appelle Victor) (Guy Jacques) - 1994: Personne ne m’aime (René Dubois) - 1994: Que le jour aille au diable (Paul Vermus) - 1995: La Poudre aux yeux (Maurice Dugowson) | - 1995: La Belle by Fontenay (Paule Zajderman) - 1998: Les coquelicots sont (Richard Bohringer) - 1999: Die Seele der Puppe (Dessine-moi un jouet) (Hervé Baslé) - 2000: Sa mère la pute (TV, Brigitte Roüan) - 2001: Stirb nicht zu langsam (La Tour Montparnasse infernale) (Charles Nemes) - 2001: Le Baptême du boiteux (Philippe Venault) - 2002: Sauvage innocence (Philippe Garrel) - 2003: Unruhestifter (Les Amants réguliers) (Philippe Garrel) - 2005: In äußerster Bedrängnis (Aux Abois) (Philippe Collin) - 2008: Leur morale … et la nôtre (Florence Quentin) - 2008: La Frontière de l’aube (Philippe Garrel) - 2011: En ville (Valérie Mréjen und Bertrand Schefer) - 2015: Mikro & Sprit (Microbe et Gasoil) (Michel Gondry) |

Bühnenmusik
- 1993: Capitaine Bada (Jean Vauthier, Nada Théâtre)
- 1993: Le mal court (Jacques Audiberti, Théâtre de l’Atelier)

Arrangements (Auswahl)
- Barbara, Madame (1970)
- Brigitte Fontaine, Brigitte Fontaine est... folle! (1968), Libido (2006) und J’ai l’honneur d’être (2013)
- Gilbert Bécaud, „M. Winter“ (1969)
- Jane Birkin, Di doo dah (1973)
- Julien Clerc, Terre de France (1974)
- Serge Gainsbourg, Histoire de Melody Nelson (1971)
- France Gall, „Les petits ballons“ auf Cinq minutes d’amour (1976)
- Juliette Gréco, „Paris d’papa et“ und „Un peu moins que tout à l'heure“ auf Aimez-vous les uns les autres ou bien disparaissez (2003)
- Johnny Hallyday, „En rêve“ und „Je pars demain“ auf Rêve et amour (1968)
- Françoise Hardy, „Branche Cassée“ auf Gin Tonic (1980), „L’amour c’est trop fort“ auf À suivre... (1981)
- Georges Moustaki, Moustaki (1972)
- Claude Nougaro, Soeur Âme (1971)
- Geoffrey Oryema & Alain Souchon, Bye bye Lady Dame (1996)
- Élie Semoun, „Lila“ auf Sur le fil (2007)

## Bibliographie
- Le Club des inconsolables, Paris: Éditions Fixot, 1994 ISBN 287645064X.

## Ehrungen
- 1984 Winsor & Newton painting prize[4]
- 1988 Prix de la Meilleure Cliente[3]
- 1999 Grand Prix de l’Humour Noir[3]
- 2007 Ehrenmitglied der AAAA (Association des Amis d’Alphonse Allais)[3]
- 2008 Grand Prix Sacem de la chanson Française[5]